# Hyllus atroniveus
Hyllus atroniveus là một loài nhện trong họ Salticidae.
Loài này thuộc chi Hyllus. Hyllus atroniveus được Lodovico di Caporiacco miêu tả năm 1940.